# Chapelle des Pénitents noirs (Avignon)
La chapelle des Pénitents noirs est située à Avignon (Vaucluse) dans la rue de la Banasterie. Elle a accueilli une des confréries majeures de la cité papale. Les « Pénitents gris » furent les premiers d'une longue série de pénitents avignonnais. Sont ensuite connus les « Pénitents noirs », qui furent fondés en 1488 par un groupe de nobles florentins, les « Pénitents Blancs », confrérie fondée en 1527 par treize Avignonnais, les « Pénitents bleus », formés en 1557 par une dissidence des autres confréries. Puis, à la fin du XVIe siècle, les « Pénitents noirs de la Miséricorde » virent le jour. Le mouvement se poursuivit avec la fondation des « Pénitents violets » (1622), puis des « Pénitents rouges » (1700). La Révolution mit un terme à ce foisonnement et seuls aujourd'hui subsistent à Avignon les « Pénitents gris » et les « Pénitents noirs ».

## Confrérie des Pénitents noirs
Elle fut fondée, en 1586, par Pompée Catilina, militaire de formation, envoyé par Rome pour diriger à Avignon les troupes pontificales avec le titre de « cappitaine d'une compagnie de gens à pied pour nostre Sainct Père ». Il réunit quelques autres ressortissants italiens installés sur place pour secourir les prisonniers et assister les condamnés. Il lui fut donné le nom de Pénitents noirs de la Miséricorde. Elle établit son siège en la chapelle de l'Hôpital de Notre-Dame de Fenouillet, près de la Porte Aurose. Le premier recteur de la Confrérie s'éteignit dans son hôtel particulier de la rue de la Petite Fusterie en 1615 et il fut inhumé dans la cinquième chapelle sur le bas côté gauche de la collégiale Saint-Agricol. Son tombeau est l'œuvre du sculpteur florentin Simone Bartolacci.
La confrérie avait cessé toute activité en 1948. En 1983, la confrérie renaît.

## Cérémonie de la Délivrance
Le 8 septembre 1596, Clément VIII accorda à la Confrérie le privilège d'obtenir la libération d'un condamné à mort le jour de la fête de la Décollation de Saint Jean-Baptiste. Puis les Noirs de la Miséricorde obtinrent de Paul V, le 18 octobre 1617, le droit de demander et d'obtenir la grâce d'un condamné à mort quel que fût le jour de l'année. Après que le vice-légat eut accepté cette demande, les Noirs allaient délivrer le condamné qui était alors conduit, au bout d'une chaîne d'argent, par le recteur de la Confrérie jusqu'à la chapelle. Là, il était revêtu d'une robe rouge et coiffé d'une guirlande de branches d'olivier. Après une action de grâce, il était promené à travers les rues de la ville, précédé par des suisses et suivi d'une fanfare. La foule qui se pressait à ce spectacle entonnait, avec les choristes, des Te Deum et des Benedictum. Le cardinal de Richelieu lors de son exil à Avignon de 1618 à 1619, participa à cette cérémonie.

## Chapelle des Pénitents noirs

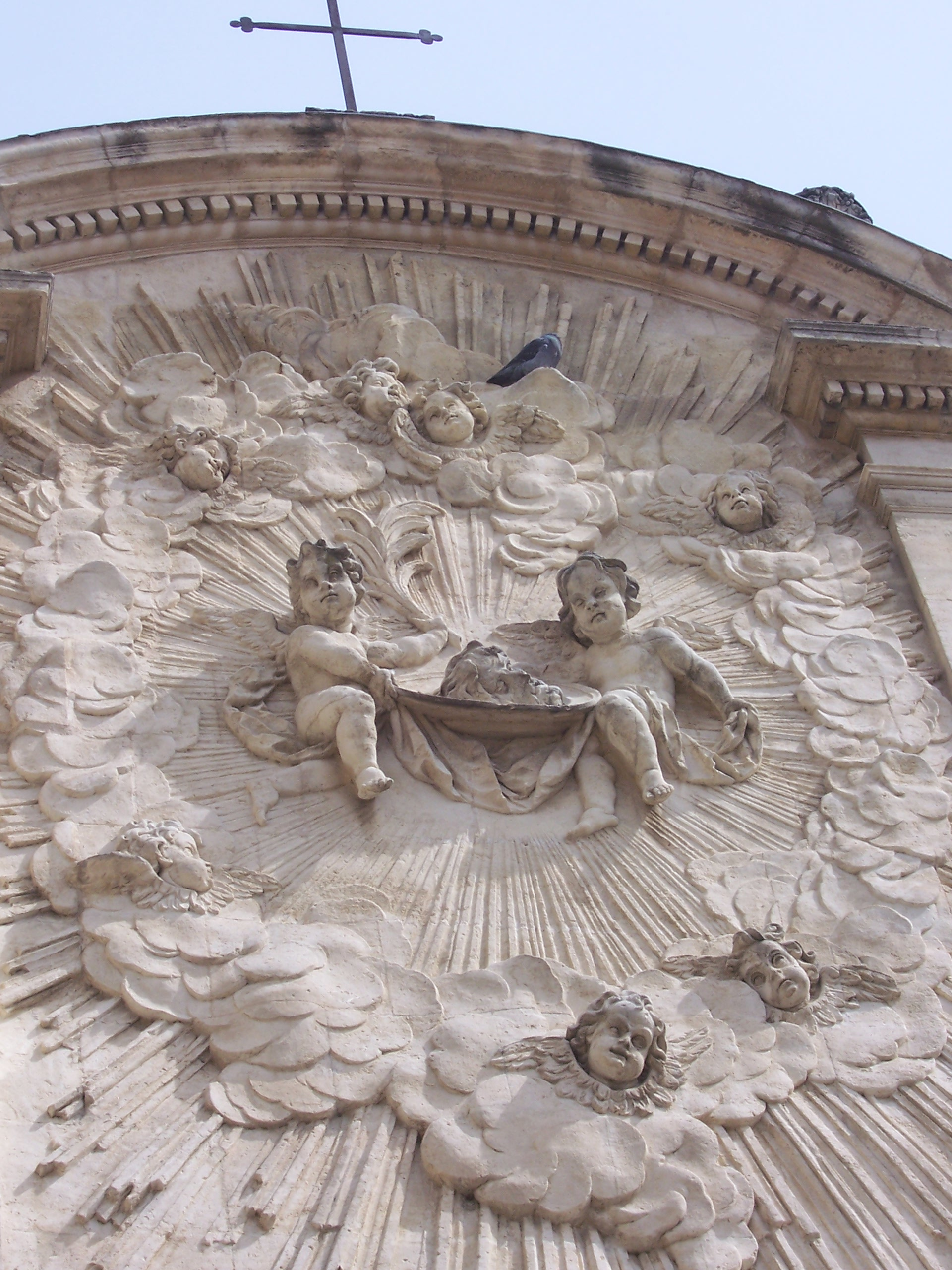
Détail de la façade de la chapelle des Pénitents noirs : la tête de saint Jean-Baptiste.

Les Confrères se rendirent propriétaires de la chapelle de Notre-Dame de Fenouillet en 1591. Ils lui firent adjoindre une sacristie en 1620 et une anti-chapelle en 1631. Tout au long du XVIIe siècle, de nombreux travaux de décoration furent entrepris dans la chapelle, qui se para de riches boiseries encadrant des toiles dues, pour la plupart, aux grands peintres d'Avignon. Dans les années 1720, la Confrérie obtint la gestion d'un hôpital voisin destiné aux aliénés ("Hospice des Insensés"), et le recteur Manne entreprit de nouveaux embellissement dans la chapelle. On fit appel à Thomas Lainée pour ces travaux, qui commencèrent par la reconstruction de la façade. Un premier prix-fait fut donné le 12 janvier 1739. Mais l'architecte tomba brusquement malade et décéda le 29 janvier 1739, le lendemain d'un second prix-fait destiné à la réfection du plafond de la chapelle. Le chantier fut poursuivi par Jean-Baptiste Franque, qui fit scrupuleusement exécuter le projet de son prédécesseur, encore de nos jours considéré comme son chef-d'œuvre, à l'instar de la façade de la Comédie place Crillon.
La chapelle a été classée Monument historique en 1906.

## Œuvres d'art
La chapelle des Pénitents noirs de la Miséricorde est la seule d'Avignon dont l'architecture et le décor puissent encore évoquer les splendeurs passées, toutes les autres ayant été soit détruites, soit largement modifiées au XIXe siècle.
La façade se fait remarquer par sa grande gloire en ronde-bosse (sculptée par Pierre Bondon), centrée sur une nuée d'anges portant la tête de saint Jean-Baptiste sur un plat. La confrérie était en effet placée sous le vocable de la Décollation de saint Jean-Baptiste, pour se démarquer de la Confrérie des Pénitents noirs florentins dont elle était issue.
L'intérieur est surtout remarquable par les superbes boiseries encadrant des toiles de qualité ; malheureusement, nombre de celles-ci ont été dispersées sous la Révolution et remplacées par des tableaux sans lien avec les sujets d'origine. Dans la nef de la chapelle, notamment, le décor était d'une très grande cohérence, puisque de grandes toiles cintrées à oreilles présentaient des scènes de la Passion du Christ et alternaient avec des tableaux ronds plus petits, traitant de la vie de saint Jean-Baptiste.
À l'exception de la tête de saint Jean-Baptiste, aucun des petits tableaux ronds d'origine n'a subsisté : on ne trouve plus que des toiles peintes au XIXe par Pierre Raspay, ou d'autres illustrant la vie de saint Antoine de Padoue.
Parmi les grandes toiles, on peut noter :
- Antichapelle, muraille séparatoire : de part et d'autre de la porte de la chapelle, La Sainte Famille avec sainte Anne et Saint Guillaume d'Aquitaine, deux toiles de Reynaud Levieux ; au-dessus de la porte, Saint Sébastien, attribuée à Horace Riminaldi.
- Chapelle, revers de la muraille séparatoire : de part et d'autre, Sainte Madeleine et Saint Pierre, deux toiles de Pierre II Mignard ; au-dessus de la porte, Hérodiade portant le chef de saint Jean-Baptiste d'après Rubens par un peintre anonyme.
- Chapelle, chœur : retable par Domenico Borboni et Michel Péru, encadrant un Christ mourant de Nicolas Mignard. Les deux tableaux latéraux, perdu pour l'un, resté déposé au Musée Calvet pour l'autre, étaient une Mater Dolorosa et un Saint Jean, du même Mignard ; ils ont été remplacés par une Sainte Famille et une Ascension attribuée à Pierre Parrocel. Au-dessus du Christ, un médaillon ovale par Nicolas Mignard présente la tête de saint Jean-Baptiste.
- Chapelle, mur Ouest, à partir du chœur, on rencontre successivement un Saint Sébastien et saint Roch devant la Vierge, par Pierre Parrocel, provenant du couvent des Célestins. puis un Ecce homo par Joseph François Parrocel, ensuite Les trois Marie de Delettre, enfin un Saint Jean-Baptiste conduit au désert par les anges de Reynaud Levieux, peint à l'origine pour les Pénitents noirs florentins. Entre ces grands tableaux, médaillons circulaires représentant Le Baptême du Christ (anonyme), La Prédication de saint Antoine par Baptiste Ferret (1677), et Saint Jean-Baptiste (anonyme).
- Chapelle, mur Est, à partir du chœur, successivement : La Visitation, par Nicolas Mignard (1648), provenant du couvent de la Visitation Saint-Georges, puis un Baiser de Judas par Pierre Courtois, ensuite une Assomption de la Vierge de Nicolas Mignard, toile peinte à Paris en 1663 pour le couvent avignonnais des Religieuses de Notre-Dame, enfin un Baptême du Christ de Reynaud Levieux, peint comme son vis-à-vis pour les Pénitents noirs florentins. Comme du côté Ouest, on trouve trois médaillons circulaires entre les grands tableaux : L'Apparition d'un ange à Zacharie par Pierre Raspay, Un miracle de saint Antoine de Padoue par Ferret et Saint Jean-Baptiste en prison (anonyme).
- Plafond de la chapelle : L'Apothéose de saint Jean-Baptiste, par Pierre Courtois (1739), très durement restaurée.

Tableaux de la chapelle des pénitents noirs
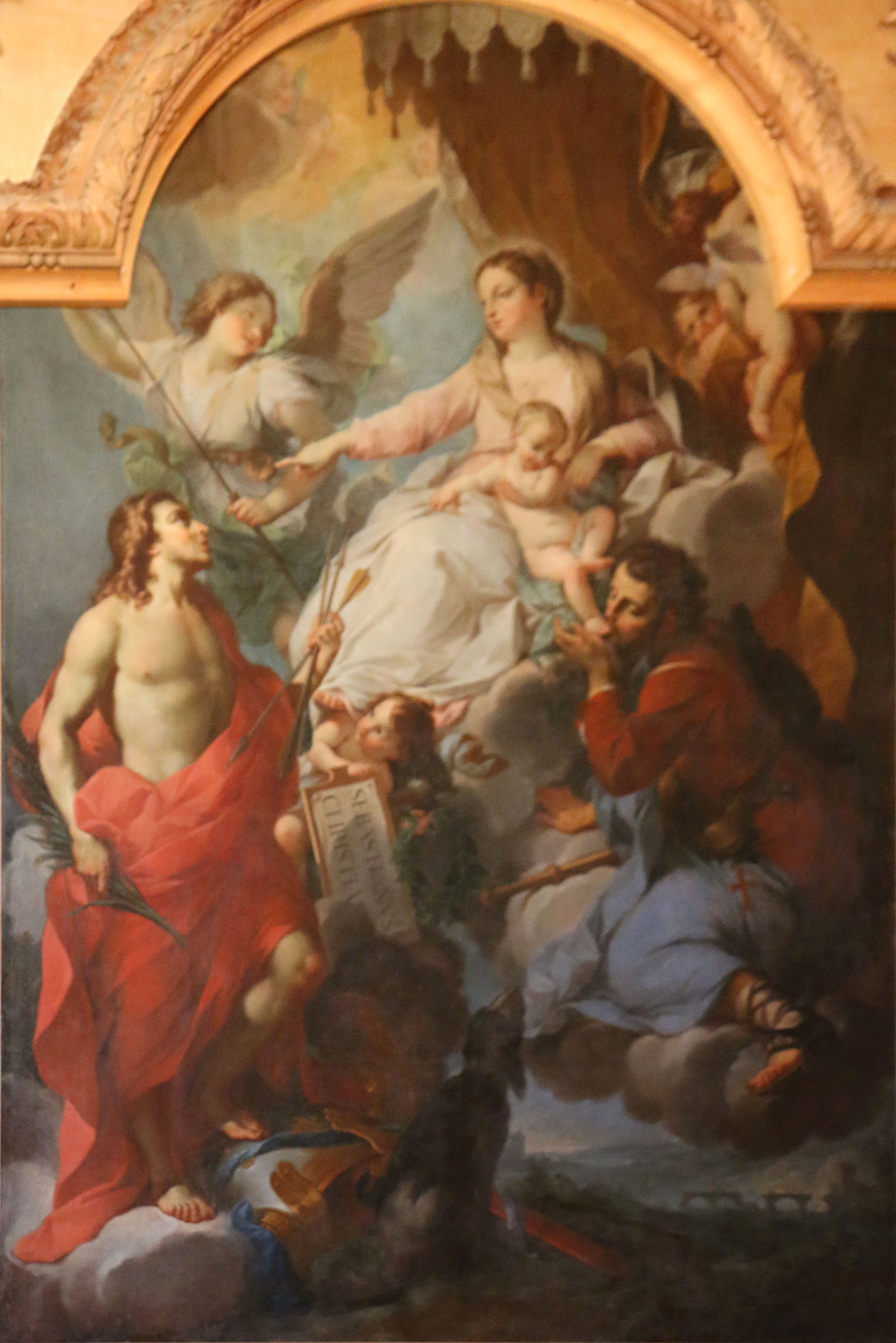
Saint Sébastien et saint Roch auprès de la Vierge Pierre Parrocel
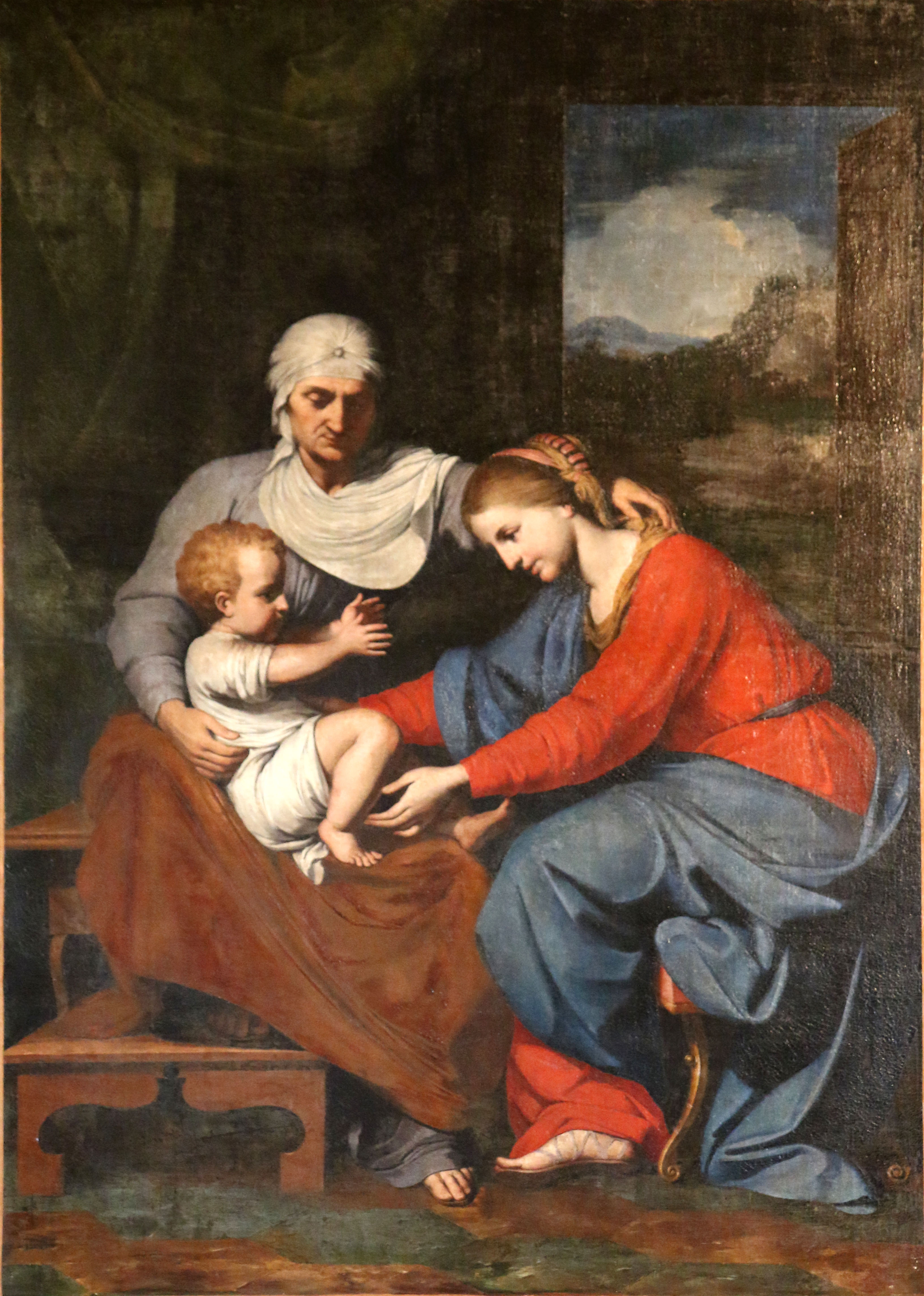
Sainte Anne, la Vierge et l'Enfant Jésus Reynaud Levieux
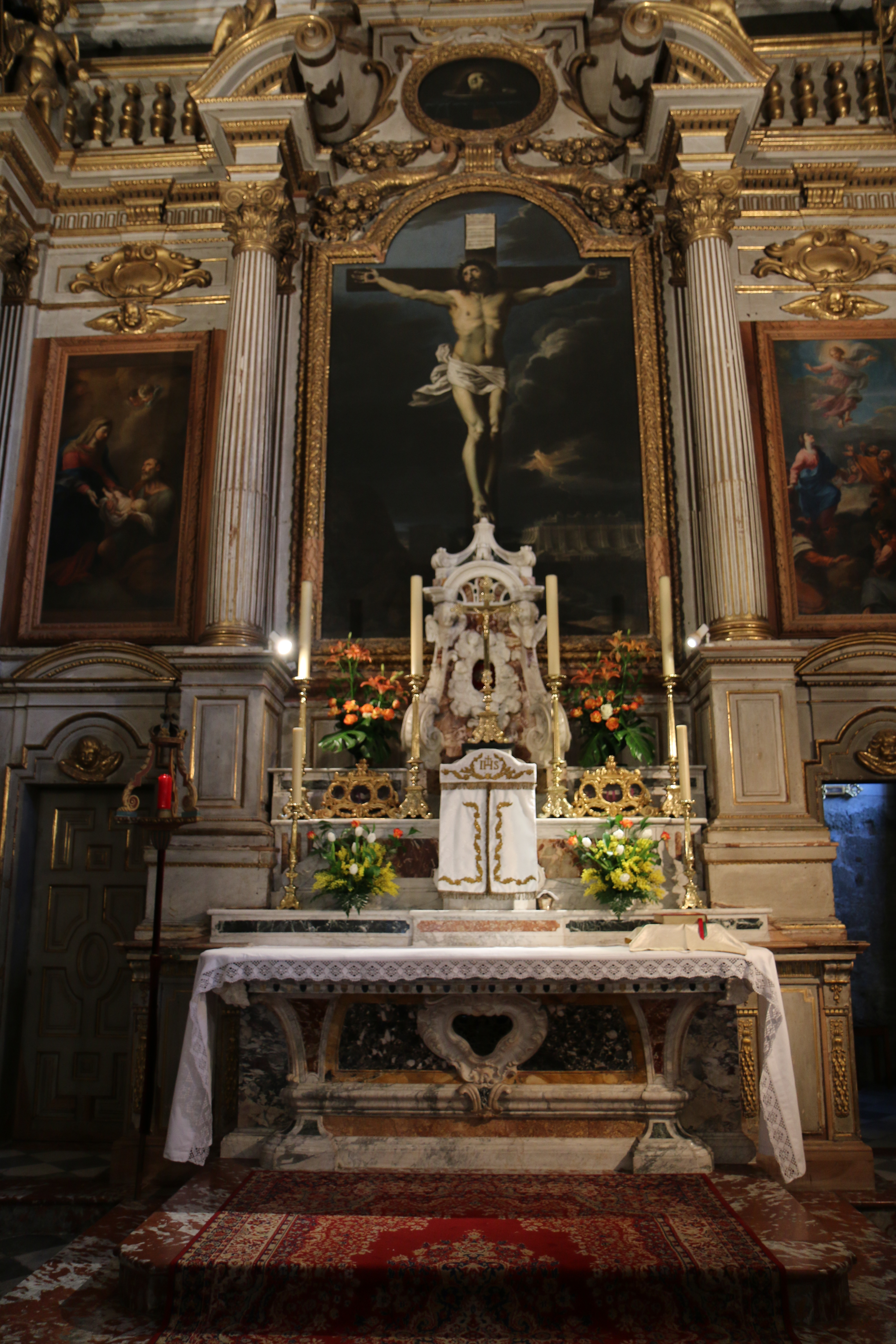
Christ en croix Nicolas Mignard
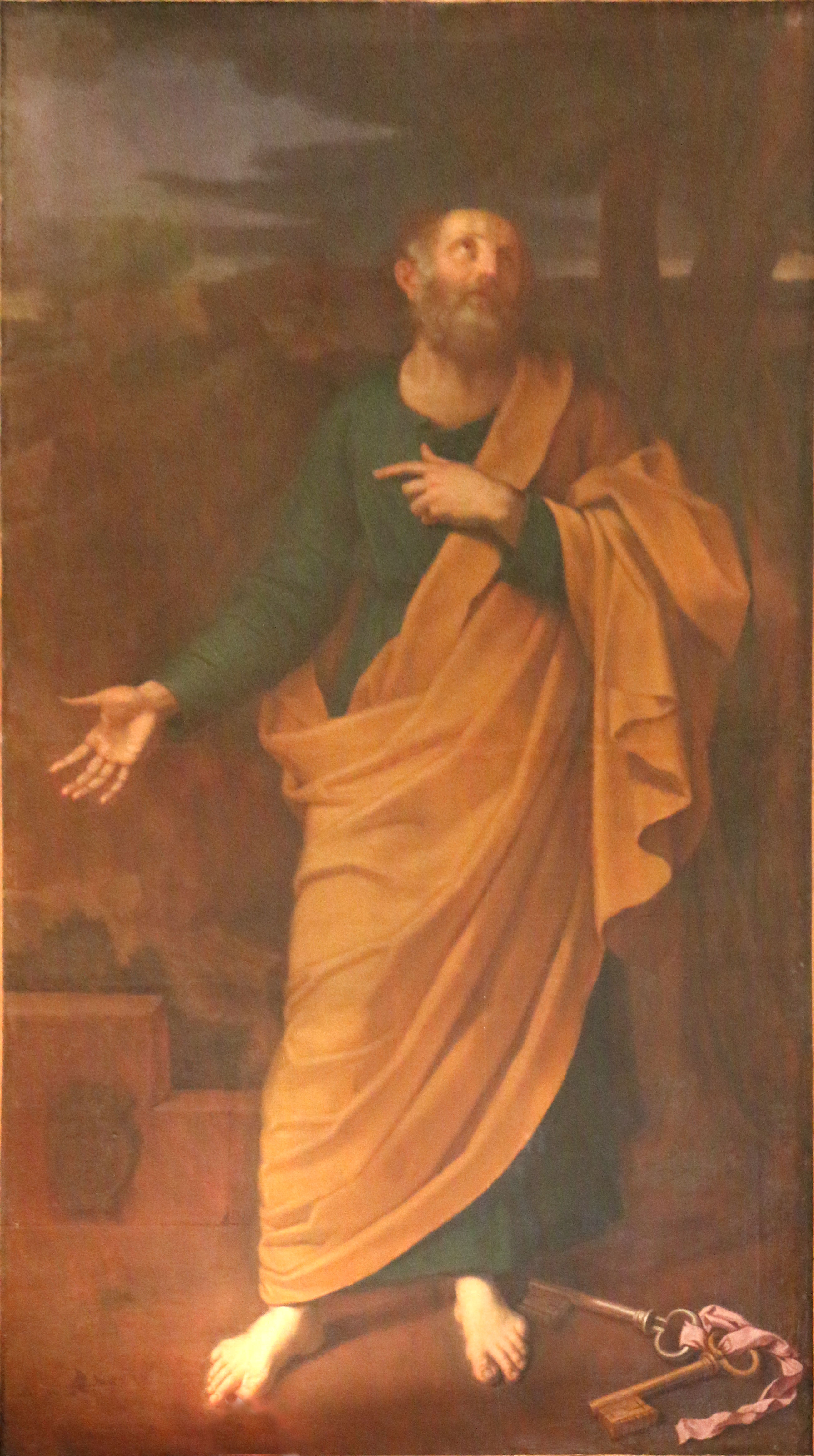
Saint Pierre repentant Pierre II Mignard
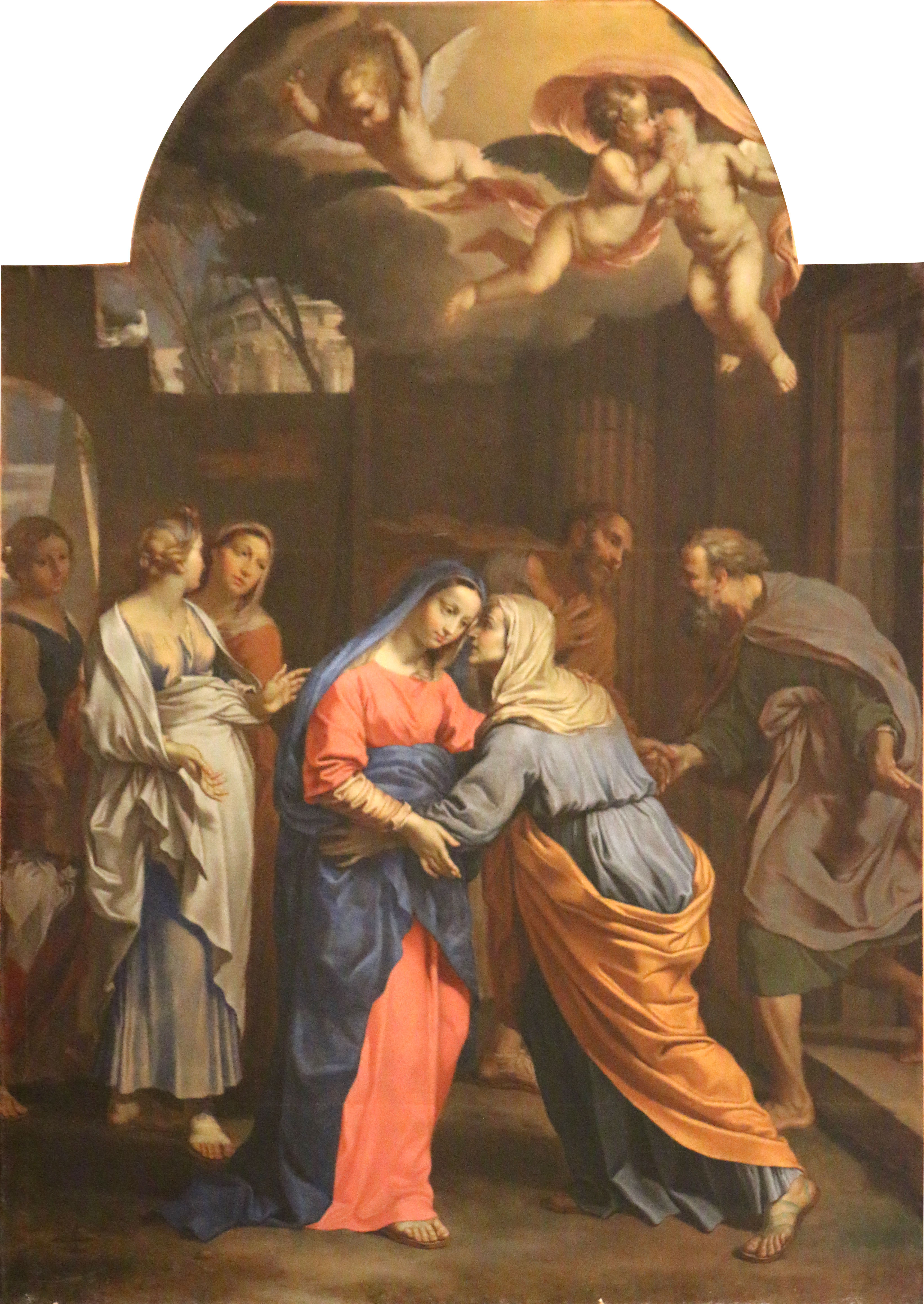
La Visitation Nicolas Mignard

## Histoire récente
Le 30 octobre 1983, cette chapelle fut confiée à l'association Saint-Jean-Baptiste dont les offices religieux étaient célébrés par le chanoine René Devaux. Par la suite, les pénitents firent appel aux prêtres du prieuré de Saint-Ferréol (Marseille), appartenant à la Fraternité Saint-Pie-X, qui y célèbrent la messe depuis lors.